# Воля-Калиновска
Во́ля-Калино́вска (пол. Wola Kalinowska) — село в Польше в сельской гмине Сулошова Краковского повета Малопольского воеводства.

## География
Село располагается в 10 км от административного центра гмины села Сулошова и в 21 км от административного центра воеводства города Краков.

## История
Первые упоминания о селе относятся к 1387 году. В XV веке о селе упоминает польский хронист Ян Длугош в своём сочинении «Liber beneficiorum». На протяжении многих веков село находилось на земельном участке, который принадлежал владельцев замка Пескова-Скала и находилось в собственности польских аристократических родов Шафраньцев, Зебжидовских и Велёпольских.
В 1975—1998 годах село входило в состав Олькушского повета Краковского воеводства.
В 1995 году в селе была построена часовня Божьего Милосердия.

## Население
По состоянию на 2013 год в селе проживало 655 человек.
| 2010 | 2013 |
| ---- | ---- |
| 657  | 655  |

| Перепись  | Всего   | Всего | Женщины | Женщины | Мужчины | Мужчины |
| --------- | ------- | ----- | ------- | ------- | ------- | ------- |
| Единицы   | человек | %     | человек | %       | человек | %       |
| Население | 655     | 100   | 325     |         | 330     |         |